# Генезий Римский

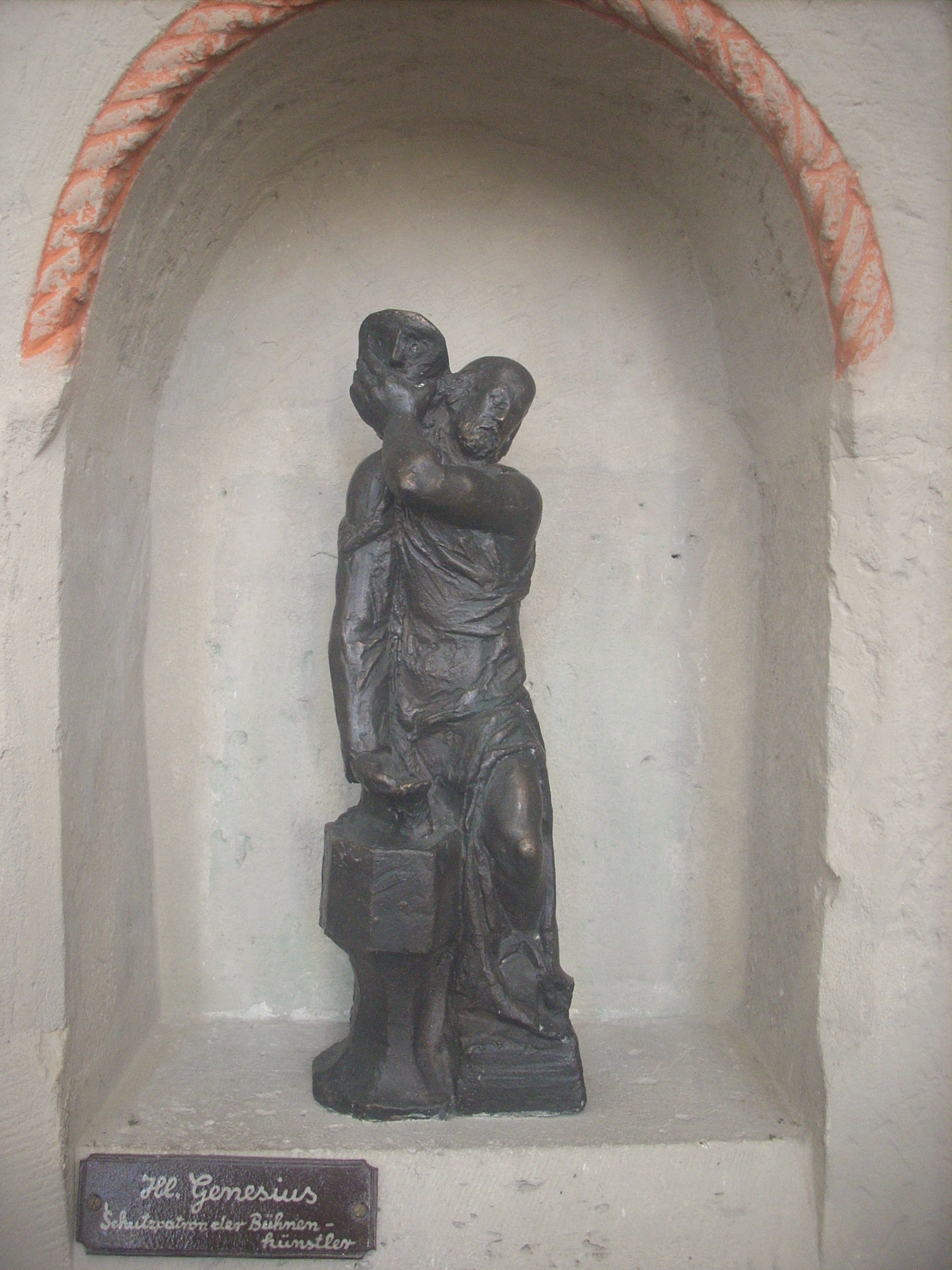
Св. Генезий с маской и купелью в Aegidienkirche (Braunschweig), Брауншвейг, Нижняя Саксония, Германия

Гене́зий (Гене́сий) —  римский лицедей, христианский святой. День памяти — 25 августа.
Святой Генезий (Genesius) был комиком, актёром, который участвовал в ряде постановок, в которых высмеивалось христианство. По преданию, в один прекрасный день, когда в время представления он высмеивал крещение, он обратился ко Господу прямо на сцене. Он объявил всем о том, что уверовал, и отказался отречься от своей новой веры, несмотря на требование императора Диоклетиана.
Святого Генезия почитают как покровителя актёров, юристов, адвокатов, клоунов, комиков, новообращённых в веру, танцоров, эпилептиков, музыкантов, книгопечатников, стенографистов и жертв пыток.

## Предание
Согласно преданию, святой Генезий стоял во главе театральной труппы в Риме, как-то выступавшей перед императором Диоклетианом и желавшей изобразить христианское таинство крещения на потеху публике .
В начале постановки святой Генезий лежал на сцене, изображая болезнь. Двое других актёров спросили, что случилось. Св. Генезий сказал, что чувствует тяжесть, от которой хотел бы избавиться. Тогда были приглашены два актёра, облачённые в священнические одежды. Они спросили святого, чего бы он хотел. Он ответил: "Крещения." Тотчас он увидел ангелов, нёсших книгу, в которой были записаны все его грехи. Актёр, изображавший священника, спросил его: "Дитя моё, почто ты послал за мной?"
В этот миг святой Генезий объявил, что и впрямь видел ангелов и возжелал тотчас принять крещение. Будучи разгневан, Диоклетиан обратился к Плаутии (Plautia), префекту претории, дабы предать святого актёра пыткам. Святой Генезий лишь укрепился в своей вере, за что был обезглавлен.
История обращения и мученичества святого сохранилась в 11 версиях, созданных в период с VI по конец IX вв.